# Batalha de Biak

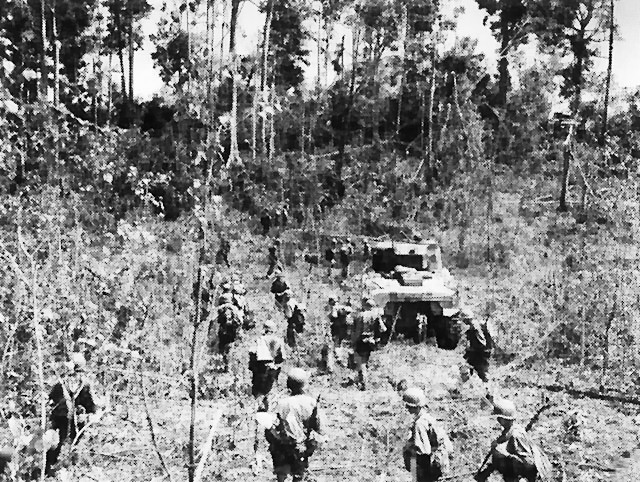
Tropas americanas avançando sobre Biak, maio de 1944.

A Batalha de Biak foi um combate que aconteceu dentro da campanha da Nova Guiné durante a Segunda Guerra Mundial. Esta luta foi travada entre as forças do Exército dos Estados Unidos e do Exército imperial japonês entre 27 de maio e 22 de junho de 1944. Esta foi a primeira vez que os japoneses usaram na guerra táticas de emboscada como principal forma de combate e defesa. O principal objetivo dos Aliados era capturar a ilha para que pudessem construir campos de aviação ali. A batalha resultou na captura da ilha pelas forças aliadas, que foram então usadas para apoiar operações em outras partes do Pacífico.